# Prix O'Reilly open source
 (décembre 2023).
Le prix O'Reilly open source (en anglais O'Reilly Open Source Award) est décerné aux particuliers pour leur dévouement, leur innovation, leur leadership et leur contribution exceptionnelle à l'open source. De 2005 à 2009, le prix a été connu sous le nom Google-O'Reilly Open Source Award, mais depuis 2010, le prix ne porte plus que le nom O'Reilly,.

## Liste des lauréats

### 2005
- Doc Searls (en) (coauteur de "The Cluetrain Manifesto" et éditeur du Linux Journal)
- Jeff Waugh (Ubuntu Linux et GNOME)
- Geir Magnusson Jr
- D. Richard Hipp (SQLite)[3]
- David Heinemeier Hansson (Ruby on Rails et 37signals)[4]

### 2006
- Cliff Schmidt (Licence Apache)
- Gervase Markham (programmer) (en) (Firefox)
- Julian Seward (Valgrind)
- Stefan Taxhet (OpenOffice.org)
- Peter Lundblad (Subversion)

### 2007
- Karl Fogel
- Pamela Jones (en)
- Aaron Leventhal (en)
- David Recordon (en)
- Paul Vixie

### 2008
- Chris Messina (open-source advocate) (en) - (BarCamp, Microformats et Firefox)
- Angela Byron - (Drupal)[5],[6]
- Martin Dougiamas - (Moodle)
- Andrew Tridgell - (Samba et Rsync)
- Harald Welte - (GPL Violations)

### 2009
- Brian Aker (en) - (Drizzle et MySQL)
- Bruce Momjian - (PostgreSQL)
- Clay Johnson (technologist) (en) - Sunlight Labs)
- Evan Prodromou - (identi.ca et Laconica)
- Penny Leach - (Mahara et Moodle)

### 2010
- Jeremy Allison - (Samba)
- Deborah Bryant
- Brad Fitzpatrick (en) - (Memcached, Gearman (en), MogileFS, and OpenID)
- Leslie Hawthorn - (Google Summer of Code)
- Greg Stein (en) - (Apache, Python)[7]

### 2011
- Fabrice Bellard - (QEMU, FFmpeg)
- Karen Sandler - (Software Freedom Law Center)[8]
- Keith Packard - (X Window System)
- Ryan Dahl - (Node.js)
- Kohsuke Kawaguchi - (Jenkins)[9]

### 2012
- Massimo Banzi (Arduino)
- Jim Jagielski (en)
- Christie Koehler
- Bradley M. Kuhn
- Elizabeth Krumbach[10]

### 2013
- Behdad Esfahbod (en) - (HarfBuzz)
- Jessica McKellar (en) - (Python Software Foundation)
- Limor Fried - (Adafruit Industries)
- Valerie Aurora - (Ada Initiative)
- Paul Fenwick - (Perl)
- Martin Michlmayr (en) - (Debian)[11]

### 2014
- Sage Weil (en) - (Ceph)
- Deb Nicholson - (MediaGoblin)[12]
- John "Warthog9" Hawley - (Gitweb et Linux)
- Erin Petersen - (Outercurve Foundation et Girl Develop It)
- Patrick Volkerding - (Slackware)[13]

### 2015
- Doug Cutting
- Sarah Mei
- Christopher Webber
- Stefano Zacchiroli[14]
- Marina Zhurakhinskaya[15]

### 2016
- Sage Sharp
- Rikki Endsley
- VM Brasseur (en)[16]
- Máirín Duffy
- Marijn Haverbeke[17]

### 2017
- William John Sullivan, (Free Software Foundation)
- Nithya Ruff, (Linux Foundation)
- Tony Sebro, (Software Freedom Conservancy)
- Katie McLaughlin,
- Juan González Gómez (en)[18],

### 2018
En 2018, les vainqueurs de chaque récompense ont été déterminés via un vote ouvert parmi une liste de nommés sélectionnés par O'Reilly. Contrairement aux années précédentes, les prix récompensent non plus des personnes individuelles mais des projets et/ou communautés de contributeurs.
- Projet le plus important : Kubernetes
- Projet de l'année ayant éclaté : HashiCorp (en) - Vault
- Prix pour l'ensemble de la contribution : Linux[20]

### 2019
- Projet le plus important : Let's Encrypt[21]
- Projet de l'année ayant éclaté : Kotlin
- Prix pour l'ensemble de la contribution : PostgreSQL